# Liste des maires de Rezé
La liste des maires de Rezé présente un historique des maires de la commune française de Rezé située dans le département de la Loire-Atlantique et la région des Pays de la Loire.

## Liste des maires

### Entre 1790 et 1945
| Période                                  | Période          | Identité                                 | Étiquette                          | Qualité |
| ---------------------------------------- | ---------------- | ---------------------------------------- | ---------------------------------- | --- |
| 11 mars 1790                             | 20 janvier 1791  | Louis-Michel Dupré-Villaine (1735-1806)  | Royaliste                          | Prêtre, propriétaire de brûleries d'alcool                                                                                           |
| 4 avril 1791                             | 14 décembre 1792 | Pierre-François Huard (1755-1814)        | Républicain                        | Marchand de bois Président de l'administration cantonale                                                                             |
| 14 décembre 1792                         | 28 mars 1796     | Ambroise Alphonse Le Coûteux (1740-1805) | Constitutionnel                    | |
| 23 août 1800                             | 1er octobre 1803 | Pierre-François Huard (1755-1814)        | Républicain                        | Marchand de bois |
| 19 octobre 1803                          | août 1807        | Jean-Baptiste Ertaud (1763-1840)         | Gouvernemental                     | Percepteur, ancien contrôleur du monnoyage Destitué                                                                                  |
| août 1807                                | 6 avril 1820     | Jean-François Ertaud (1769-1840)         | Gouvernemental                     | |
| 6 avril 1820                             | 11 août 1830     | Joseph de Monti de Rezé                  | Légitimiste                        | Officier au régiment de Beaujolais Chevalier de l'ordre de Saint-Louis (1814)                                                        |
| 23 août 1830                             | 7 novembre 1844  | Pierre Giraud (1789-1844)                | Orléaniste                         | Négociant Conseiller général de Bouaye (1836 → 1844) Conseiller d'arrondissement (1833 → 1836) Décédé en fonction                    |
| 24 décembre 1844                         | 23 mars 1848     | Joseph Delaville-Leroux (1775-1855)      | Orléaniste                         | |
| 26 mars 1848                             | 4 septembre 1848 | Arsène Leloup                            | Républicain modéré                 | Pharmacien, enseignant Directeur de l'École primaire supérieure Conseiller général du 4e canton de Nantes (1871 → 1873)              |
| 4 septembre 1848                         | 16 mars 1864     | Philémon Chenantais (1805-1883)          | Bonapartiste (Majorité dynastique) | Avocat, propriétaire du manoir de Praud Conseiller général de Bouaye (1852 → 1861)                                                   |
| 16 mars 1864                             | 6 octobre 1875   | Hippolyte Aguesse (1799-1875)            | Gouvernemental                     | Décédé en fonction |
| 22 octobre 1875                          | 28 août 1876     | Félix Chauvelon (1825-1888)              | Républicain                        | |
| 8 octobre 1876                           | 4 mai 1878       | Julien Albert (1807-1878)                | Républicain                        | Ancien instituteur Décédé en fonction                                                                                                |
| 30 mai 1878                              | 22 janvier 1890  | Raphaël Lancelot (1832-1890)             | Républicain                        | Capitaine au long cours Décédé en fonction                                                                                           |
| 30 mars 1890                             | 17 mai 1896      | Georges Grignon-Dumoulin (1845-1904)     | Républicain                        | Négociant |
| 17 mai 1896                              | 17 mai 1908      | Ernest Sauvestre (1849-1932)             | Radical- républicain               | |
| 17 mai 1908                              | 19 mai 1929      | Jean Baptiste Vigier (1863-1940)         | Républicain national               | Directeur de succursale à la Caisse d'Épargne Conseiller d'arrondissement (1910 → 1929) Conseiller général de Bouaye (1930 → 1937)   |
| 19 mai 1929                              | 12 mai 1935      | Charles Rivière (1870-1947)              | PRRRS                              | Directeur d’école publique |
| 12 mai 1935                              | 4 décembre 1936  | Léon Taugeron (1886-1961)                | PRRRS                              | |
| 4 décembre 1936                          | 16 mars 1941     | Jean Vignais (1878-1954)                 | PRRRS                              | Directeur d'école Révoqué |
| 16 mars 1941                             | 8 septembre 1944 | Alexandre Le Lamer (1873-1950)           | Droite                             | Capitaine au long cours Nommé conseiller départemental en 1943 Président de la commission municipale désignée par le régime de Vichy |
| 16 septembre 1944                        | 19 mai 1945      | Jean Vignais (1878-1954)                 | PRRRS                              | Directeur d'école honoraire |
| Les données manquantes sont à compléter. |                  |                                          |                                    | |

### Depuis 1945
Depuis l'après-guerre, huit maires se sont succédé à la tête de la commune.
| Période         | Période                       | Identité                       | Étiquette    | Qualité |
| --------------- | ----------------------------- | ------------------------------ | ------------ | --- |
| 19 mai 1945     | 26 mars 1949                  | Arthur Boutin (1903-1980)      | SFIO         | Employé puis aviculteur, résistant Libération-Nord Conseiller général de Bouaye (1945 → 1951) Premier adjoint (1936 → 1938) Troisième adjoint (1944 → 1945) Démissionnaire |
| 27 mars 1949    | 22 mars 1959                  | Georges Bénézet (1892-1970)    | RPF          | Représentant de commerce en textile |
| 22 mars 1959    | 24 février 1978               | Alexandre Plancher (1909-1978) | SFIO puis PS | Directeur de sociétés Conseiller général de Bouaye (1964 → 1970) Conseiller général de Rezé (1973 → 1978) Décédé en fonction                                               |
| 21 avril 1978   | 28 février 1999               | Jacques Floch                  | PS           | Avocat Député de la Loire-Atlantique (1981 → 2001 et 2002 → 2007) Conseiller général de Bouaye (1976 → 1982) Démissionnaire                                                |
| 28 février 1999 | 5 avril 2014                  | Gilles Retière                 | PS           | Professeur de physique-chimie Président de Nantes Métropole (2012 → 2014)                                                                                                  |
| 5 avril 2014    | 3 juillet 2020                | Gérard Allard (1953- )         | PS           | Fonctionnaire territorial Conseiller général de Bouaye (2004 → 2015) Vice-président du conseil général (2011 → 2014)                                                       |
| 3 juillet 2020  | 11 février 2022 ,             | Hervé Neau (1964-2022)         | DVG (ex-G.s) | Professeur des écoles Adjoint au maire (2014 → 2018) Décédé en fonction |
| 24 février 2022 | En cours (au 24 février 2022) | Agnès Bourgeais (1973- )       | DVG          | Conseillère principale d’éducation Première adjointe, maire par intérim |

## Conseil municipal actuel
Les 43 sièges composant le conseil municipal ont été pourvus le 28 juin 2020 à l'issue du second tour de scrutin. Actuellement, il est réparti comme suit :

## Résultats des élections municipales

### Élection municipale de 2020
| Tête de liste                             | Tête de liste            | Liste                          | Premier tour | Premier tour | Second tour | Second tour | Sièges | Sièges |
| Tête de liste                             | Tête de liste            | Liste                          | Voix         | %            | Voix        | %           | CM     | CC     |
| ----------------------------------------- | ------------------------ | ------------------------------ | ------------ | ------------ | ----------- | ----------- | ------ | ------ |
|                                           | Hervé Neau               | DVG-G.s-ECO                    | 3 728        | 33,71        | 6 057       | 60,62       | 35     | 5      |
| Rezé citoyenne                            |                          |                                | 3 728        | 33,71        | 6 057       | 60,62       | 35     | 5      |
|                                           | Jean-Michel Soccoja      | EXG-LFI-ENS-OC                 | 1 065        | 9,63         | 6 057       | 60,62       | 35     | 5      |
| Rezé à gauche toute !                     |                          |                                | 1 065        | 9,63         | 6 057       | 60,62       | 35     | 5      |
|                                           | Gérard Allard *          | PS-PCF-PRG-UDB-G.s-GÉ-RTT (UG) | 2 231        | 20,17        | 2 271       | 22,73       | 5      | 1      |
| Pour Rezé, l'humain et la planète d'abord |                          |                                | 2 231        | 20,17        | 2 271       | 22,73       | 5      | 1      |
|                                           | François Nicolas         | EÉLV                           | 1 304        | 11,79        | 2 271       | 22,73       | 5      | 1      |
| Bien vivre à Rezé                         |                          |                                | 1 304        | 11,79        | 2 271       | 22,73       | 5      | 1      |
|                                           | Yannick Louarn           | LREM-MR (UC)                   | 1 271        | 11,49        | 1 664       | 16,65       | 3      | 0      |
| Rezé, ville de projets                    |                          |                                | 1 271        | 11,49        | 1 664       | 16,65       | 3      | 0      |
|                                           | Philippe Seillier        | MoDem-Agir-LC-LR               | 1 091        | 9,86         |             |             |        |        |
| Rezé autrement                            |                          |                                | 1 091        | 9,86         |             |             |        |        |
|                                           | Éric Buquen              | DVG                            | 368          | 3,32         |             |             |        |        |
| Buquen 2020 - Énergies citoyennes à Rezé  |                          |                                | 368          | 3,32         |             |             |        |        |
|                                           |                          |                                |              |              |             |             |        |        |
| Votes exprimés                            | Votes exprimés           | Votes exprimés                 | 10 741       | 97,13        | 9 992       | 96,99       |        |        |
| Votes blancs                              | Votes blancs             | Votes blancs                   | 110          | 0,99         | 145         | 1,41        |        |        |
| Votes nuls                                | Votes nuls               | Votes nuls                     | 207          | 1,87         | 165         | 1,60        |        |        |
| Total                                     | Total                    | Total                          | 11 058       | 100,00       | 10 302      | 100,00      | 43     | 6      |
| Abstentions                               | Abstentions              | Abstentions                    | 18 842       | 62,36        | 19 970      | 65,97       |        |        |
| Inscrits / participation                  | Inscrits / participation | Inscrits / participation       | 30 217       | 37,64        | 30 272      | 34,03       |        |        |
| * Liste du maire sortant                  |                          |                                |              |              |             |             |        |        |

### Élection municipale de 2014
| Tête de liste               | Tête de liste     | Liste                   | Premier tour | Premier tour | Second tour | Second tour | Sièges | Sièges |
| Tête de liste               | Tête de liste     | Liste                   | Voix         | %            | Voix        | %           | CM     | CC     |
| --------------------------- | ----------------- | ----------------------- | ------------ | ------------ | ----------- | ----------- | ------ | ------ |
|                             | Gérard Allard     | PS-PCF-EELV-UDB-RÉ (UG) | 6 949        | 47,76        | 7 042       | 47,39       | 29     | 5      |
| Ensemble à gauche pour Rezé |                   |                         | 6 949        | 47,76        | 7 042       | 47,39       | 29     | 5      |
|                             | Philippe Seillier | UMP-UDI-MoDem-DVD (UD)  | 4 964        | 34,11        | 5 427       | 36,52       | 7      | 1      |
| Ensemble pour Rezé          |                   |                         | 4 964        | 34,11        | 5 427       | 36,52       | 7      | 1      |
|                             | Émile Robert      | EXG                     | 2 636        | 18,11        | 2 390       | 16,08       | 3      |        |
| Rezé à gauche toute !       |                   |                         | 2 636        | 18,11        | 2 390       | 16,08       | 3      |        |
|                             |                   |                         |              |              |             |             |        |        |
| Inscrits                    | Inscrits          | Inscrits                | 28 607       | 100,00       | 28 607      | 100,00      |        |        |
| Abstentions                 | Abstentions       | Abstentions             | 13 141       | 45,94        | 13 167      | 46,03       |        |        |
| Votants                     | Votants           | Votants                 | 15 466       | 54,06        | 15 440      | 53,97       |        |        |
| Blancs et nuls              | Blancs et nuls    | Blancs et nuls          | 917          | 5,93         | 581         | 3,76        |        |        |
| Exprimés                    | Exprimés          | Exprimés                | 14 549       | 94,07        | 14 859      | 96,24       |        |        |

### Élection municipale de 2008
|                                   | Gilles Retière *  | PS-PCF-LV-UDB (UG) | 9 195  | 60,92  | 32 |  |  |  |
| Rezé à gauche avec Gilles Retière |                   |                    | 9 195  | 60,92  | 32 |  |  |  |
|                                   | Philippe Seillier | UMP-NC-DVD         | 3 311  | 21,94  | 4  |  |  |  |
| Tous ensemble pour Rezé           |                   |                    | 3 311  | 21,94  | 4  |  |  |  |
|                                   | Pierre Chauvin    | LCR-EXG            | 1 508  | 9,99   | 2  |  |  |  |
| Rezé à gauche toute !             |                   |                    | 1 508  | 9,99   | 2  |  |  |  |
|                                   | Stéphane Louédin  | MoDem-Cap21        | 1 079  | 7,15   | 1  |  |  |  |
| Cap démocrate Rezé                |                   |                    | 1 079  | 7,15   | 1  |  |  |  |
|                                   |                   |                    |        |        |    |  |  |  |
| Inscrits                          | Inscrits          | Inscrits           | 27 706 | 100,00 |    |  |  |  |
| Abstentions                       | Abstentions       | Abstentions        | 12 182 | 43,97  |    |  |  |  |
| Votants                           | Votants           | Votants            | 15 524 | 56,03  |    |  |  |  |
| Blancs ou nuls                    | Blancs ou nuls    | Blancs ou nuls     | 431    | 2,78   |    |  |  |  |
| Exprimés                          | Exprimés          | Exprimés           | 15 093 | 97,22  |    |  |  |  |
| * Liste du maire sortant          |                   |                    |        |        |    |  |  |  |

### Élection municipale de 2001
|                                            | Gilles Retière *  | PS-PCF-LV (G. pl.) | 7 829  | 62,80  | 32 |  |  |  |
| Pour un développement durable et solidaire |                   |                    | 7 829  | 62,80  | 32 |  |  |  |
|                                            | Philippe Seillier | DVD-RAC (UD)       | 4 637  | 37,20  | 7  |  |  |  |
| Ensemble pour Rezé : le coeur et l'action  |                   |                    | 4 637  | 37,20  | 7  |  |  |  |
|                                            |                   |                    |        |        |    |  |  |  |
| Inscrits                                   | Inscrits          | Inscrits           | 24 938 | 100,00 |    |  |  |  |
| Abstentions                                | Abstentions       | Abstentions        | 11 529 | 46,23  |    |  |  |  |
| Votants                                    | Votants           | Votants            | 13 409 | 53,77  |    |  |  |  |
| Blancs ou nuls                             | Blancs ou nuls    | Blancs ou nuls     | 943    | 7,03   |    |  |  |  |
| Exprimés                                   | Exprimés          | Exprimés           | 12 466 | 92,97  |    |  |  |  |
| * Liste du maire sortant                   |                   |                    |        |        |    |  |  |  |

### Élection municipale de 1995
|                                                        | Jacques Floch *     | PS-PCF-LV-MDC-É44-Rénov.PCF (UG) | 9 635  | 68,42  | 33 |  |  |  |
| Liste de rassemblement des forces de gauche de progrès |                     |                                  | 9 635  | 68,42  | 33 |  |  |  |
|                                                        | François Crouigneau | RPR-UDF-CNI-MPF (UD)             | 4 447  | 31,58  | 6  |  |  |  |
| Rezé atout cœur                                        |                     |                                  | 4 447  | 31,58  | 6  |  |  |  |
|                                                        |                     |                                  |        |        |    |  |  |  |
| Inscrits                                               | Inscrits            | Inscrits                         | 24 821 | 100,00 |    |  |  |  |
| Abstentions                                            | Abstentions         | Abstentions                      | 10 231 | 41,22  |    |  |  |  |
| Votants                                                | Votants             | Votants                          | 14 590 | 58,78  |    |  |  |  |
| Blancs ou nuls                                         | Blancs ou nuls      | Blancs ou nuls                   | 508    | 3,48   |    |  |  |  |
| Exprimés                                               | Exprimés            | Exprimés                         | 14 082 | 96,52  |    |  |  |  |
| * Liste du maire sortant                               |                     |                                  |        |        |    |  |  |  |

### Élection municipale de 1989
|                                                         | Jacques Floch *        | PS-PCF-MRG-MGP (UG) | 9 372  | 65,43  | 33 |  |  |  |
| Rassemblement de la gauche pour le progrès à Rezé       |                        |                     | 9 372  | 65,43  | 33 |  |  |  |
|                                                         | Albert-Yves Le Cloarec | RPR-UDF             | 3 351  | 23,40  | 5  |  |  |  |
| Liste d'union républicaine                              |                        |                     | 3 351  | 23,40  | 5  |  |  |  |
|                                                         | René Bantegnie         | ECO                 | 1 240  | 8,66   | 1  |  |  |  |
| Rezé écologie, solidarité, autogestion                  |                        |                     | 1 240  | 8,66   | 1  |  |  |  |
|                                                         | Yannick Guillou        | MPPT                | 360    | 2,51   | 0  |  |  |  |
| Liste d'unité ouvrière pour la défense de la démocratie |                        |                     | 360    | 2,51   | 0  |  |  |  |
|                                                         |                        |                     |        |        |    |  |  |  |
| Inscrits                                                | Inscrits               | Inscrits            | 23 700 | 100,00 |    |  |  |  |
| Abstentions                                             | Abstentions            | Abstentions         | 8 955  | 37,78  |    |  |  |  |
| Votants                                                 | Votants                | Votants             | 14 745 | 62,21  |    |  |  |  |
| Nuls                                                    | Nuls                   | Nuls                | 422    | 1,78   |    |  |  |  |
| Exprimés                                                | Exprimés               | Exprimés            | 14 323 | 60,43  |    |  |  |  |
| * Liste du maire sortant                                |                        |                     |        |        |    |  |  |  |

### Élection municipale de 1983
|                                                              | Jacques Floch *              | PS-PCF-MRG-MGP (UG) | 9 078  | 56,09  | 31 |  |  |  |
| Liste d'union de la gauche pour la majorité présidentielle   |                              |                     | 9 078  | 56,09  | 31 |  |  |  |
|                                                              | Benoît Macquet               | RPR-UDF-CNI-DVD     | 6 346  | 39,21  | 8  |  |  |  |
| Liste d'opposition républicaine                              |                              |                     | 6 346  | 39,21  | 8  |  |  |  |
|                                                              | Maximilienne Pestel-Boyadjis | EXG-PCI             | 759    | 4,69   | 0  |  |  |  |
| Rezé d'abord - Liste d'unité ouvrière laïque et républicaine |                              |                     | 759    | 4,69   | 0  |  |  |  |
|                                                              |                              |                     |        |        |    |  |  |  |
| Inscrits                                                     | Inscrits                     | Inscrits            | 24 742 | 100,00 |    |  |  |  |
| Abstentions                                                  | Abstentions                  | Abstentions         | 8 229  | 33,26  |    |  |  |  |
| Votants                                                      | Votants                      | Votants             | 16 513 | 66,74  |    |  |  |  |
| Nuls                                                         | Nuls                         | Nuls                | 330    | 1,33   |    |  |  |  |
| Exprimés                                                     | Exprimés                     | Exprimés            | 16 183 | 65,41  |    |  |  |  |
| * Liste du maire sortant                                     |                              |                     |        |        |    |  |  |  |

### Élection municipale de 1977
|                                                         | Alexandre Plancher * | PS-PCF-MRG (UG) | 10 113 | 61,56  | 31 |  |  |  |
| Liste d'union de la gauche                              |                      |                 | 10 113 | 61,56  | 31 |  |  |  |
|                                                         | Benoît Macquet       | RPR-DVD         | 6 314  | 38,44  |    |  |  |  |
| Liste d'union et d'action sociale pour l'avenir de Rezé |                      |                 | 6 314  | 38,44  |    |  |  |  |
|                                                         |                      |                 |        |        |    |  |  |  |
| Inscrits                                                | Inscrits             | Inscrits        | 23 203 | 100,00 |    |  |  |  |
| Abstentions                                             | Abstentions          | Abstentions     | 6 401  | 27,59  |    |  |  |  |
| Votants                                                 | Votants              | Votants         | 16 802 | 72,41  |    |  |  |  |
| Exprimés                                                | Exprimés             | Exprimés        | 16 427 | 70,80  |    |  |  |  |
| * Liste du maire sortant                                |                      |                 |        |        |    |  |  |  |

### Élection municipale de 1971
|                                                     | Alexandre Plancher * | PS-PCF-PSU-Rad. | 7 501  | 53,31  | 31 |  |  |  |
| Liste d'entente pour la démocratie et le socialisme |                      |                 | 7 501  | 53,31  | 31 |  |  |  |
|                                                     | Benoît Macquet       | UDR-Mod.        | 6 570  | 46,69  |    |  |  |  |
| Rezé ville moderne                                  |                      |                 | 6 570  | 46,69  |    |  |  |  |
|                                                     |                      |                 |        |        |    |  |  |  |
| Inscrits                                            | Inscrits             | Inscrits        | 19 574 | 100,00 |    |  |  |  |
| Abstentions                                         | Abstentions          | Abstentions     | 5 168  | 26,40  |    |  |  |  |
| Votants                                             | Votants              | Votants         | 14 406 | 73,60  |    |  |  |  |
| Exprimés                                            | Exprimés             | Exprimés        | 14 071 | 71,88  |    |  |  |  |
| * Liste du maire sortant                            |                      |                 |        |        |    |  |  |  |

### Élection municipale de 1965
|                                                                           | Alexandre Plancher * | SFIO-Rad.-PSU | 6 476  | 53,30  | 27 |  |  |  |
| Liste d'entente républicaine pour l'avenir de Rezé                        |                      |               | 6 476  | 53,30  | 27 |  |  |  |
|                                                                           | Benoît Macquet       | UNR-Mod.      | 3 701  | 30,46  | 0  |  |  |  |
| Liste d'entente républicaine de rénovation municipale et d'action sociale |                      |               | 3 701  | 30,46  | 0  |  |  |  |
|                                                                           | Gilles Baraud        | PC            | 1 889  | 15,55  | 0  |  |  |  |
| Liste d'union démocratique et laïque                                      |                      |               | 1 889  | 15,55  | 0  |  |  |  |
|                                                                           |                      |               |        |        |    |  |  |  |
| Inscrits                                                                  | Inscrits             | Inscrits      | 16 708 | 100,00 |    |  |  |  |
| Abstentions                                                               | Abstentions          | Abstentions   | 4 394  | 26,30  |    |  |  |  |
| Votants                                                                   | Votants              | Votants       | 12 314 | 73,70  |    |  |  |  |
| Nuls                                                                      | Nuls                 | Nuls          | 164    | 0,98   |    |  |  |  |
| Exprimés                                                                  | Exprimés             | Exprimés      | 12 150 | 72,72  |    |  |  |  |
| * Liste du maire sortant                                                  |                      |               |        |        |    |  |  |  |

### Élection municipale de 1959
| Tête de liste                                                                                        | Tête de liste      | Liste        | Premier tour | Premier tour | Second tour | Second tour | Sièges | Sièges |
| Tête de liste                                                                                        | Tête de liste      | Liste        | Voix         | %            | Voix        | %           | 1er    | 2d     |
| --- | ------------------ | ------------ | ------------ | ------------ | ----------- | ----------- | ------ | ------ |
| | Alexandre Plancher | SFIO-PC-Rad. | 4 119        | 42,10        | 5 201       | 52,55       | 0      | 27     |
| Liste d'entente républicaine pour l'expansion communale et le développement de l'enseignement public |                    |              | 4 119        | 42,10        | 5 201       | 52,55       | 0      | 27     |
| | Georges Bénézet *  | Mod.         | 3 046        | 31,13        | 4 589       | 46,37       | 0      | 0      |
| Liste d'union républicaine d'intérêt communal                                                        |                    |              | 3 046        | 31,13        | 4 589       | 46,37       | 0      | 0      |
| | Benoît Macquet     | UNR          | 1 251        | 12,78        | 4 589       | 46,37       | 0      | 0      |
| Liste de rénovation municipale                                                                       |                    |              | 1 251        | 12,78        | 4 589       | 46,37       | 0      | 0      |
| | Raymond Cancel     | MRP          | 1 249        | 12,76        |             |             | 0      | 0      |
| Liste d'action communale sociale et familiale                                                        |                    |              | 1 249        | 12,76        |             |             | 0      | 0      |
| |                    |              |              |              |             |             |        |        |
| Inscrits                                                                                             | Inscrits           | Inscrits     | 13 626       | 100,00       | 13 626      | 100,00      |        |        |
| Abstentions                                                                                          | Abstentions        | Abstentions  | 3 586        | 26,32        | 3 554       | 26,08       |        |        |
| Votants                                                                                              | Votants            | Votants      | 10 040       | 73,68        | 10 072      | 73,92       |        |        |
| Nuls                                                                                                 | Nuls               | Nuls         | 256          | 1,88         | 175         | 1,28        |        |        |
| Exprimés                                                                                             | Exprimés           | Exprimés     | 9 784        | 71,80        | 9 897       | 72,63       |        |        |
| * Liste du maire sortant                                                                             |                    |              |              |              |             |             |        |        |

## Pour approfondir